# Muhammad Izz ad-Din Dżamal
Muhammad Izz ad-Din Dżamal (arab. محمد عز الدين جمال) – egipski piłkarz, uczestnik Igrzysk Olimpijskich 1928.
Zawodnik był członkiem reprezentacji Egiptu podczas igrzysk w 1928 roku, z którą zajął wówczas 4. miejsce w turnieju. Piłkarz wystąpił w jednym z czterech spotkań, jakie rozegrała jego drużyna, wygranym 2:1 ćwierćfinale z Portugalią.